# Limnophila nocticolor
Limnophila nocticolor là một loài ruồi trong họ Limoniidae. Chúng phân bố ở miền Australasia.